# Анфим Никомидийский
Анфи́м Никомиди́йский (др.-греч. Ὁ Ἅγιος Ἄνθιμος ὁ Ἱερομάρτυρας Ἐπίσκοπος Νικομήδειας — святой Анфим священномученик, епископ Никомидийский; первая половина III века — 303 год) — епископ, священномученик. Память 3 сентября и 28 декабря (по юлианскому календарю).

## Жизнеописание
Анфим родился в Никомидии, с юных лет отличался добродетелью. Принял священнический сан и после смерти главы Никомидийской церкви Кирилла был избран епископом.
Пострадал во время Великого гонения на христиан при императорах Диоклетиане и Максимиане. Преследования христиан особенно усилились, когда в никомидийском дворце императора Диоклетиана случился пожар. Язычники обвинили христиан в умышленном поджоге и проявили по отношению к ним неслыханную жестокость.
В праздник Рождества Христова 302 года, когда в Никомидийской соборной церкви собралось около 20 000 христиан, император послал в храм глашатая, который передал его повеление всем христианам выйти из церкви и принести жертву идолам, в противном случае он угрожал сжечь храм вместе с молящимися. Однако все присутствовавшие поклониться идолам отказались. Пока мучители готовились поджечь церковь, совершавший богослужение Анфим, епископ Никомидийский, крестил всех оглашенных и всех причастил Святых Таин. Все 20 000 молящихся скончались в огне, однако епископу Анфиму удалось скрыться в селении Семана недалеко от Никомидии. Оттуда он обращался к христианам с посланиями, в которых убеждал их твёрдо держаться святой веры и не страшиться мучений. Одно из его писем, посланное с диаконом Феофилом, было перехвачено и передано императору Максимиану. Феофил был подвергнут допросу и умер под пытками, так и не открыв своим мучителям местопребывание епископа Анфима.
Через некоторое время Максимиану всё же удалось узнать, где находится Анфим, и он послал за ним отряд воинов. На пути повстречался сам епископ. Воины не узнали его, но он позвал их к себе, угостил обедом, а затем открыл, что он и есть тот, кого они ищут. Воины не знали, что делать, хотели оставить Анфима и сказать императору, что не нашли его. Епископ Анфим не терпел лжи и не согласился на это. Воины уверовали во Христа и приняли святое крещение. Но при этом святитель всё же заставил их исполнить приказание правителя. Когда епископ Анфим явился к царю, тот приказал принести орудия казни и положить перед ним. «Неужели ты, царь, думаешь устрашить меня орудиями казни? — спросил святитель. — Нет, не устрашишь того, кто сам желает умереть за Христа! Казнь устрашает только малодушных, для которых временная жизнь дороже всего».
Тогда царь распорядился жестоко мучить Анфима. Сначала его били камнями по шее и проткнули ноги раскалёнными кольями, положили на острые черепки и били палками, затем надели на ноги раскалённые медные сапоги, но Анфим с радостью принимал мучения за Христа. Тогда Максимиан приказал привязать его к колесу и вращать над огнём, но огонь поразил палачей. После этого Анфима заточили в темницу вместе с разбойниками, где святой обратил узников ко Христу. Узнав об этом, Максимиан предложил ему стать первым среди языческих жрецов. Анфим отверг и это предложение императора и по его приказу был обезглавлен.

## Гимнография
- Тропарь священномученика Анфима, глас 4:

И нравом причастник,

и престолом наместник апостолом быв

деяние обрел еси, богодухновенне,

в видения восход:

сего ради, слово истины исправляя,

и веры ради пострадал еси даже до крове,

священномучениче Анфиме,

моли Христа Бога

спастися душам нашим.
- Кондак священномученика Анфима, глас 4:

Во священницех благочестно пожив

и мучения путь скончав,

идольская угасил еси служения,

поборник быв твоему стаду6 богомудре.

Тем же тя и почитает ныне, тайно вопияще:

от бед избави нас

твоими молитвами, приснопамятне Анфиме.

## Иконография
Анфим обычно изображается старцем с седой, разделённой на две или три пряди бородой средней длины, большими залысинами на лбу; одеяние традиционно для епископов: подризник, фелонь, омофор, в руках Евангелие. В «Ерминии» Дионисия Фурноаграфиота святой Анфим описан так: «не стар, с редкою бородою». В «Большаковском подлиннике» XVIII века даны уточнения: «Сед, брада Власиева, на концы подвоилась, риза крестовая».
Известны изображения Анфима в Минологии Василия II, в монастыре Осиос-Лукас (XI век), в монастыре Сопочаны (XIII век), в монастыре Грачаница (XIV век), в соборе монастыре Сучевица (XVII век) и др. Мученичество святого изображено, в частности, в монастыре Высокие Дечаны (XIV век).
Иконография Анфима в древнерусском искусстве следует византийской традиции и представлена в росписях церкви Успения на Волотовом поле в Новгороде (XIV век); церкви Симеона Богоприимца в Зверином монастыре в Новгороде (XV век), на фреске Феофана Грека в церкви Спаса Преображения на Ильине улице в Новгороде (1378 год, предположительно, по мнению Герольда Вздорнова).